# 博尔德列夫卡农村居民点
博尔德列夫卡农村居民点（俄语：Болдыревское сельское поселение）是俄罗斯联邦沃罗涅日州奥斯特罗戈日斯克区所属的一个农村居民点。其下辖有5个居民点，行政中心为博尔德列夫卡。据2016年统计，该农村居民点的人口为642人。